# Mahehia bicornis
Mahehia bicornis là một loài chân đều trong họ Porcellionidae. Loài này được Budde-Lund miêu tả khoa học năm 1913.